# Daniel (foguete)
O Daniel, foi um foguete de sondagem, desenvolvido pela França, no final da década de 50, alguns equipamentos destinados aos
foguetes Antares, foram testados usando esse modelo. Ele consistia de três estágios: um motor SPRAN-50 no primeiro, com 39 cm de diâmetro
e 2,54 m de altura, no segundo usava um motor Jericho (que foi bastante usado mais tarde no foguete Belier), e no terceiro, um Melanie do mesmo
tipo do usado no foguete Antares, só que um pouco mais longo. Ele media cerca de 8,5 m de altura, pesando 813 kg, atingindo um apogeu máximo de 130 km.
O foguete Daniel foi lançado três vezes entre 1959 e 1961.